# SN 2006rw
SN 2006rw – supernowa typu Ia odkryta 14 listopada 2006 roku w galaktyce A033809+0226. Jej maksymalna jasność wynosiła 19,41m.